# Polycarpaea paulayana
Polycarpaea paulayana es una especie de plurito anal perteneciente a la familia de las cariofiláceas. Es endémica de Socotora en Yemen. Su hábitat natural son los matorrales secos y áreas rocosas subtropicales o tropical.

## Descripción
Es una delicada planta herbácea caducifolia con los tallos postrados y con las hojas estrechamente espatuladas.

## Distribución y hábitat
Es endémica de la isla de Socotora en Yemen donde se encuentra entre matorral suculento en Socotora y en matorrales bajos dominados por Atriplex griffithii en  Samhah. A una altitud de 50 a 500 m. 

## Taxonomía
Polycarpaea paulayana fue descrita por Rudolf Wagner y publicado en Sitzungsber. Kaiserl. Akad. Wiss., Math.-Naturwiss. Cl., Abt. 1 reimpr. 24: 2 1901.
Etimología
Polycarpaea: nombre genérico que procede del griego polys y karpos, y significa "abundante fructificación". 
paulayana: epíteto
Sinonimia
- Polycarpa carnosa Kuntze	[3]